# Igigi (Akkad)
Igigi byl králem Akkadské říše (na území současného Iráku a části Sýrie). Panoval pravděpodobně jen krátký čas kolem roku 2189 př. n. l., kdy uzurpoval vládu v Akkadu po smrti Šar-kali-šarrího. Dalšími uzurpátory byli pak Ilulu, Imi a Nanum, všichni čtyři vládli během pouhých tří let. Toto chaotické období skončilo, až když Dudu upevnil svoji vládu. Akkadská říše se také ocitla pod tlakem pronikajících Gutejců.